# Claude Casimir Gillet

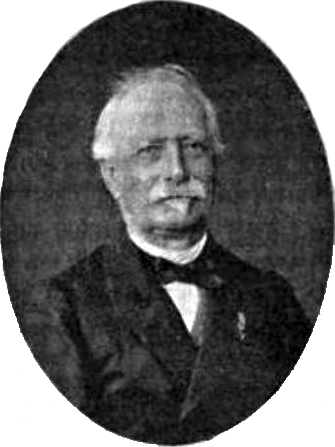
Claude Casimir Gillet

Claude Casimir Gillet (* 19. Mai 1806 in Dormans; † 1. September 1896 in Alençon) war ein französischer Botaniker und Mykologe. Sein offizielles botanisches Autorenkürzel lautet „Gillet“.

## Leben
Gillet war Veterinärmediziner beim Militär und nahm 1830 bis 1834 an einer Expedition nach Algerien und Nordafrika teil, wobei er Flora und Fauna erforschte. Danach war er in Lyon, Saint-Germain-en-Laye, Verdun, Sedan, Valenciennes, Thionville und schließlich  Alençon (ab 1847) und stieg bis zum Veterinair Principale (1853) auf. Neben seiner Tätigkeit als Veterinär befasste er sich weiter mit Naturforschung, zunächst Entomologie, später fast nur noch mit Botanik. Bekannt wurde er durch seine Flora von Frankreich und sein mehrbändiges Werk über die Pilze Frankreichs. Er war korrespondierendes Mitglied der Linné-Gesellschaft der Normandie.

## Schriften
- mit Jean-Henri Magne: Nouvelle Flore Française 1861 (das Buch erlebte 7 Auflagen)
- Les Champignons de France, mehrere Bände, ab 1874, unter anderem:
  - Champignons de France. Les Discomycètes, 9 Bände, 1879–1887
- Les champignons qui croissent en France: description et iconographie, Paris: Bailliere 1878